# Francis Litsingi
Francis Litsingi (ur. 10 września 1986 w Brazzaville) – kongijski piłkarz grający na pozycji ofensywnego pomocnika. Od 2016 jest zawodnikiem klubu Gaziantep BB.

## Kariera klubowa
Swoją karierę piłkarską Litsingi rozpoczął w klubie Saint Michel d’Ouenzé. W jego barwach zadebiutował w 2003 roku w kongijskiej lidze. W debiutanckim sezonie wywalczył mistrzostwo Konga. W 2006 roku odszedł do kameruńskiego Cotonsportu Garua. W latach 2006–2008 trzykrotnie wywalczył z nim mistrzostwo Kamerunu. W 2007 i 2008 roku zdobył również Puchar Kamerunu.
W 2008 roku Litsingi przeszedł do węgierskiego klubu Újpest FC. Został z niego wypożyczony do Kecskeméti TE. Zadebiutował nim 16 sierpnia 2008 w wygranym 2:1 wyjazdowym meczu z Videotonem. W 2010 roku przeszedł na stałe do Kecskeméti. W sezonie 2010/2011 zdobył z nim Puchar Węgier.
Na początku 2013 roku Litsingi został piłkarzem FK Teplice. W pierwszej lidze czeskiej swój debiut zaliczył 22 lutego 2013 w zremisowanym 1:1 domowym meczu z Duklą Praga. W Teplicach grał do końca sezonu 2014/2015.
W lipcu 2015 Litsingi przeszedł na zasadzie wolnego transferu do Sparty Praga. W Sparcie zadebiutował 24 lipca 2015 w zremisowanym 0:0 wyjazdowym meczu z Vysočiną Igława.
W styczniu 2016 Litsingi przeszedł do Gaziantep BB.
| Sezon   | Klub                  | Kraj    | Rozgrywki                | Mecze | Gole |
| ------- | --------------------- | ------- | ------------------------ | ----- | ---- |
| 2003    | Saint Michel d’Ouenzé | Kongo   | Championnat National MTN | ?     | ?    |
| 2004    | Saint Michel d’Ouenzé | Kongo   | Championnat National MTN | ?     | ?    |
| 2005    | Saint Michel d’Ouenzé | Kongo   | Championnat National MTN | ?     | ?    |
| 2006    | Cotonsport Garua      | Kamerun | Première Division        | ?     | ?    |
| 2007    | Cotonsport Garua      | Kamerun | Première Division        | ?     | ?    |
| 2007/08 | Cotonsport Garua      | Kamerun | Première Division        | ?     | ?    |
| 2008/09 | Kecskeméti TE         | Węgry   | NB I                     | 22    | 8    |
| 2009/10 | Kecskeméti TE         | Węgry   | NB I                     | 24    | 4    |
| 2010/11 | Kecskeméti TE         | Węgry   | NB I                     | 29    | 5    |
| 2011/12 | Kecskeméti TE         | Węgry   | NB I                     | 21    | 4    |
| 2012/13 | Kecskeméti TE         | Węgry   | NB I                     | 17    | 6    |
| 2012/13 | FK Teplice            | Czechy  | I liga                   | 14    | 5    |
| 2013/14 | FK Teplice            | Czechy  | I liga                   | 30    | 14   |
| 2014/15 | FK Teplice            | Czechy  | I liga                   | 24    | 4    |
| 2015/16 | Sparta Praga          | Czechy  | I liga                   | 5     | 1    |
| 2015/16 | Gaziantep BB          | Turcja  | 1. Lig                   |       |      |

## Kariera reprezentacyjna
W reprezentacji Konga Litsingi zadebiutował 3 czerwca 2011 w przegranym 1:3 meczu kwalifikacji do Pucharu Narodów Afryki 2012 z Ghaną. W 2015 roku został powołany do kadry na Puchar Narodów Afryki 2015. Rozegrał na nim cztery mecze: z Gwineą Równikową (1:1), z Gabonem (1:0), Burkina Faso (2:1) i ćwierćfinał z Demokratyczną Republiką Konga (2:4).